# Jaren Jackson
Jaren Jackson (Nova Orleães, 27 de outubro de 1967) é um ex-jogador de basquete norte-americano. Ele foi campeão da Temporada da NBA de 1998-99 jogando pelo San Antonio Spurs.